# Balagatte, Tirthahalli
Balagatte là một làng thuộc tehsil Tirthahalli, huyện Shimoga, bang Karnataka, Ấn Độ.